# Darling (chanson)
Singles de Dream
Only You
(2013) Konna ni mo
(2015)
Darling est le vingt-troisième single régulier du groupe de J-pop dream (en exceptant singles en indépendant et singles digitaux), et son deuxième disque en tant que quatuor.

## Présentation
Le single physique sort le 5 novembre 2014 au Japon sous le label Rhythm Zone, un ans et demi après le précédent single physique du groupe, Only You. Il atteint la 4e place du classement Oricon. C'est le single du groupe le mieux classé, égalant My Will classé 4e quatorze ans auparavant, et c'est son single le mieux vendu depuis treize ans, bien que moins vendu que la plupart de ceux sortis en 2000 et 2001.
Il sort aussi en édition "CD+DVD" incluant un DVD contenant le clip vidéo de la chanson-titre, mais avec moins de pistes sur le CD car n'incluant qu'une des versions instrumentales. Il sort aussi en distribution limitée aux formats "One Coin CD" et "carte musicale", ne comportant qu'un titre mais ne coutant que 500 yen. Les quatre éditions ont des pochettes différentes mais représentant toutes le groupe portant les mêmes tenues.
Comme les trois précédents singles physique du groupe, il contient dans sa version "CD seul" quatre chansons différentes et leurs versions instrumentales ; la version "CD+DVD" contient les quatre chansons et uniquement la version instrumentale de la chanson-titre Darling, tandis que les versions "One Coin CD" et "carte musicale" ne contiennent que la chanson-titre. Cette dernière était déjà sortie en téléchargement deux semaines auparavant, le 22 octobre, et est utilisée comme thème musical pour une publicité pour la marque Zexy. La deuxième chanson, Unbelievable, est utilisée comme thème musical pour une publicité pour Tepika. La quatrième, Wanna Wanna Go!, était déjà sortie en téléchargement un an auparavant, le 9 octobre 2013, et est utilisée comme thème musical pour une publicité pour Honey Bunch.

## Formation
- Erie Abe
- Aya Takamoto
- Ami Nakashima
- Shizuka Nishida

## Liste des titres
| 1. | Darling (ダーリン)                           |  |
| 2. | Unbelievable                                 |  |
| 3. | Egao no Hana (えがおの花)                    |  |
| 4. | Wanna Wanna Go!                              |  |
| 5. | Darling (Instrumental) (ダーリン ...)        |  |
| 6. | Unbelievable (Instrumental)                  |  |
| 7. | Egao no Hana (Instrumental) (えがおの花 ...) |  |
| 8. | Wanna Wanna Go! (Instrumental)               |  |

| 1. | Darling (ダーリン)                    |  |
| 2. | Unbelievable                          |  |
| 3. | Egao no Hana (えがおの花)             |  |
| 4. | Wanna Wanna Go!                       |  |
| 5. | Darling (Instrumental) (ダーリン ...) |  |

| 1. | Darling (Video Clip) (clip vidéo) |  |

| 1. | Darling (ダーリン) |  |